# Казаково (Вілегодський район)
Казаково (рос. Казаково) — село в Вілегодському районі Архангельської області Російської Федерації.
Населення становить 32 особи. Входить до складу муніципального утворення Вілегодський муніципальний округ.

## Історія
До 2020 року входихо до складу муніципального утворення Нікольське муніципальне утворення.

## Населення
| 2002 | 2010 | 2012 |
| ---- | ---- | ---- |
| 51   | ↘25  | ↗32  |